# Fata morarului (poezie)
„Fata morarului” este o poezie scrisă de George Coșbuc, publicată în 1893 în volumul Balade și idile.

## Legături externe
- Poezia „Fata morarului” la wikisursă